# Peter Bilý
Peter Bilý (1978, Eslovaquia) es autor de cuatro novelas y cuatro libros de poesía. Su obra ha sido traducida a varios idiomas. En castellano fue publicada la antología de su poesía bajo el título En el cautiverio de la imagen (Amargord, 2012). En su país natal sus libros han recibido varios premios nacionales y su obra, ampliamente recibida por lectores, no ha estado exenta de controversias y reacciones negativas del sector conservador del país, especialmente por parte de la Iglesia Católica. 

## Obra
Novela
- 2012 - Inzerát na život, ktorý som nechcel žiť, (El anuncio para una vida que no quise vivir)
- 2007 – Don Giovanni
- 2005 – Vzbura anjelov, (La rebelión de los ángeles)
- 2004 – Démon svätosti, (El demonio de la santidad)

Poesía
- 2009 – Nočné mesto (La ciudad de noche)
- 2006 – Posledná siesta milencov (La última siesta de los amantes)
- 2002 – V zajatí obrazu (En el cautiverio de la imagen)
- 2001 – Spomalené prítmie (La penumbra ralentecida)

## Premios
- Premio de la revista Knižná revue: Libro del año 2007 (Don Giovanni)
- Premio de la editorial Slovenský spisovateľ 2004 (Démon svätosti)
- Premio de Rudo Sloboda Rubato 2001 (Spomalené prítmie)
- 2º finalista del Premio de Ivan Krasko 2001 (Spomalené prítmie)
- 2º finalista del premio de Perla Bžochová 2001 (traducción, G. Apollinaire: Bestiario o Cortejo de Orfeo)

- Datos: Q12773701